# 紫灰锦蛇
紫灰锦蛇（学名：Oreocryptophis porphyraceus）又名紫灰錦蛇、紫灰蛇，为游蛇科紫灰蛇屬的物种。分布于印度、缅甸、泰国、马来西亚、印度尼西亚、中華民國以及大陆等地，多生活于山区森林、山路旁、玉米地以及山间溪旁及山区居民点附近。

## 特徵
無毒的中、小型蛇類，體長可達1米以上。體色極為鮮豔，有紅黑相間的花紋，頭部呈橢圓形。

## 習性
性情害羞溫和，棲息於低海拔山區、農地，卵生，以鼠類為食。

## 分布區域
印度（大吉嶺、錫金、阿萨姆、阿鲁纳恰尔邦）、缅甸、不丹、泰國、老挝、柬埔寨、越南、尼泊尔、中國南方（河南、四川、重庆、贵州、云南、西藏、陕西、甘肃、江苏、浙江、安徽、福建、江西、湖南、广东、海南、广西、贵州等地）、台灣、西馬、印度尼西亚（蘇門答臘）。該物種模式产地位於印度阿萨姆。

## 亞種
| 亞種                | 分布區域                                                   |
| ------------------- | ---------------------------------------------------------- |
| O. p. porphyraceus  | 指名亞種，不丹、印度、寮國、緬甸、尼泊爾、中國、泰國、越南 |
| O. p. coxi          | 泰國西北                                                   |
| O. p. hainana       |                                                            |
| O. p. kawakamii     | 台灣                                                       |
| O. p. laticinctus   | 印尼、馬來半島、蘇門答臘                                   |
| O. p. nigrofasciata |                                                            |
| O. p. vaillanti     | 中國、越南                                                 |
| O. p. pulcher       | 中國                                                       |

## 保护
本种于2023年被收录入《有重要生态、科学、社会价值的陆生野生动物名录》。

## 外部連結
- Image of Oreocryptophis porphyraceus laticincta
- Image of Oreocryptophis porphyraceus coxi
- Image of Oreocryptophis porphyraceus coxi - hatching
- TIGR Reptile Database上的Elaphe porphyracea
- .   [2018-03-10]. （原始内容存档于2019-09-11）.